# Jaunay-Clan
Jaunay-Clan là một xã, tọa lạc ở tỉnh Vienne trong vùng Nouvelle-Aquitaine, Pháp. Xã này có diện tích 27,48 kilômét vuông, dân số năm 2006 là 5788 người. Xã nằm ở khu vực có độ cao trung bình 95 m trên mực nước biển. Dân địa phương danh xưng tiếng Pháp là Jaunay-Clanais.

## Biến động dân số
| Năm | 1962  | 1968  | 1975  | 1982  | 1990  | 1999  | 2006  |
| --- | ----- | ----- | ----- | ----- | ----- | ----- | ----- |
| Dân số | 2 659 | 2 981 | 4 013 | 4 629 | 4 928 | 5 636 | 5 788 |
| From the year 1962 on: No double counting—residents of multiple communes (e.g. students and military personnel) are counted only once. |       |       |       |       |       |       |       |